# Pustelnik (stacja kolejowa)
Pustelnik – kolejowa stacja towarowa w Pustelniku, w gminie Stanisławów, w powiecie mińskim, w województwie mazowieckim. Została oddana do użytku w 1897 roku przez PrŻD.